# Fédération tchadienne de football
La Fédération tchadienne de football (FTFA) est une association regroupant les clubs de football du Tchad et organisant les compétitions nationales et les matchs internationaux de la sélection du Tchad.
La fédération nationale du Tchad est fondée en 1962. Elle est affiliée à la FIFA depuis 1988 et est membre de la CAF.